# Diócesis de Maintirano
La diócesis de Maintirano (en latín: Dioecesis Maintiranen(sis) y en francés: Diocèse de Maintirano) es una circunscripción eclesiástica latina de la Iglesia católica en Madagascar, sufragánea de la arquidiócesis de Antananarivo. La diócesis tiene al obispo Gustavo Bombín Espino, O.SS.T. como su ordinario desde el 8 de febrero de 2017.

## Territorio y organización
La diócesis tiene 38 852 km² y extiende su jurisdicción sobre los fieles católicos de rito latino residentes en la región de Melaky.
La sede de la diócesis se encuentra en la ciudad de Maintirano, en donde se halla la Catedral de Nuestra Señora de la Asunción.
En 2019 en la diócesis existía una única parroquia.

## Historia
La diócesis fue erigida por el papa Francisco el 8 de febrero de 2017, obteniendo el territorio de las diócesis de Tsiroanomandidy, Mahajanga y Morondava.

## Estadísticas
De acuerdo al Anuario Pontificio 2020 la diócesis tenía a fines de 2019 un total de 32 120 fieles bautizados.
| Año                                                                             | Población            | Población | Población      | Sacerdotes | Sacerdotes    | Sacerdotes    | Bautizados por sacerdote | Diáconos permanentes | Religiosos | Religiosos | Parroquias |
| Año                                                                             | Bautizados católicos | Total     | % de católicos | Total      | Clero secular | Clero regular | Bautizados por sacerdote | Diáconos permanentes | Varones    | Mujeres    | Parroquias |
| ------------------------------------------------------------------------------- | -------------------- | --------- | -------------- | ---------- | ------------- | ------------- | ------------------------ | -------------------- | ---------- | ---------- | ---------- |
| 2017                                                                            | 31 205               | 264 494   | 11.8           | 16         | 5             | 11            | 1950                     |                      | 12         | 25         | 6          |
| 2019                                                                            | 32 120               | 409 800   | 7.8            | 22         | 8             | 14            | 1460                     |                      | 16         | 23         | 1          |
| Fuente: Catholic-Hierarchy, que a su vez toma los datos del Anuario Pontificio. |                      |           |                |            |               |               |                          |                      |            |            |            |

## Episcopologio
- Gustavo Bombín Espino, O.SS.T., desde el 8 de febrero de 2017